# Hermann Werner von Bossart
Hermann Werner von Bossart (* 15. April 1695 in Bielefeld; † 6. April 1762) war Priester und kaiserlicher Diplomat.
Hermann Werner von Bossart war der Sohn eines paderbornischen Geheimrats, Kanoniker an St. Gereon (Köln) und Propst an St. Andreas (Köln). Als österreich-habsburgischer Resident im Kurfürstentum Köln, gelangte er am 26. März 1754 in das Kölner Domkapitel, wo er die Nachfolge des Tilmann Joseph Godesberg antrat.
Auf politischem Gebiet bewährt, war er über Jahrzehnte hinweg Beobachter, Berichterstatter und Unterhändler für den Kaiser.
Siehe auch: Erzbistum Köln, Liste der Kölner Domherren, Liste der Kölner Dompröpste, Liste der Kölner Domdechanten, Liste der Kölner Weihbischöfe, Liste der Kölner Generalvikare, Liste der Kölner Offiziale
| Personendaten    | Personendaten                   |
| ---------------- | ------------------------------- |
| NAME             | Bossart, Hermann Werner von     |
| KURZBESCHREIBUNG | deutscher Priester und Diplomat |
| GEBURTSDATUM     | 15. April 1695                  |
| GEBURTSORT       | Bielefeld                       |
| STERBEDATUM      | 6. April 1762                   |